# Happy Monday
El happy monday es una norma aprobada en Japón en 1998, modificada parcialmente en 2001, que convierte ciertos días feriados del año en móviles, creando de esta manera fines de semana más largos que promueven el descanso y el turismo interno.
Actualmente los siguientes días del año están afectados por esta ley:
- Seijin no hi o Día del Adulto: Segundo Lunes de enero (antes de 15 de enero)
- Día del Mar: tercer lunes de julio (antes de 20 de julio)
- Día de respeto al anciano: tercer lunes de septiembre (antes de 15 de septiembre)
- Día de la Salud y el Deporte: segundo lunes de octubre (antes de 10 de octubre)

- Datos: Q1185185